# Veronica Campbell-Brown
Veronica Campbell-Brown (născută Campbell; n. 15 mai 1982, Clark's Town⁠(d), Comitatul Cornwall, Jamaica, Jamaica) este o fostă atletă jamaicană, specializată în probele de sprint.

## Carieră
De-a lungul carierei ea a participat la Jocurile Olimpice din 2000, 2004, 2008, 2012 și 2016. A cucerit opt medalii olimpice, dintre care trei de aur. A obținut aurul la 200 de metri la Jocurile Olimpice din 2004 și 2008, în fața americancei Allyson Felix. Cu ștafeta jamaicană de 4x100 de metri a câștigat și la Jocurile Olimpice de la Atena din 2004.
La mondialele de atletism Veronica Campbell-Brown are în palmares trei titluri, șapte medalii de argint și una de bronz. A devenit campioană mondială în 2007 la 100 m, în 2011 la 200 m și în 2015 la 4×100 m la care se adaugă două titluri în sală la 60 m, în 2010 și 2012.
În anul 2021 s-a retras din activitate.

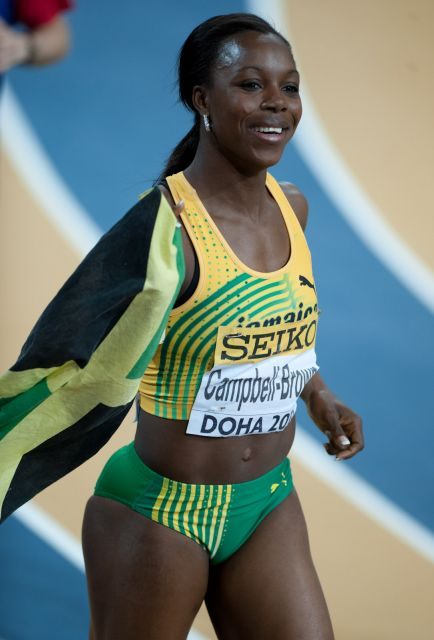
La CM în sală din 2010
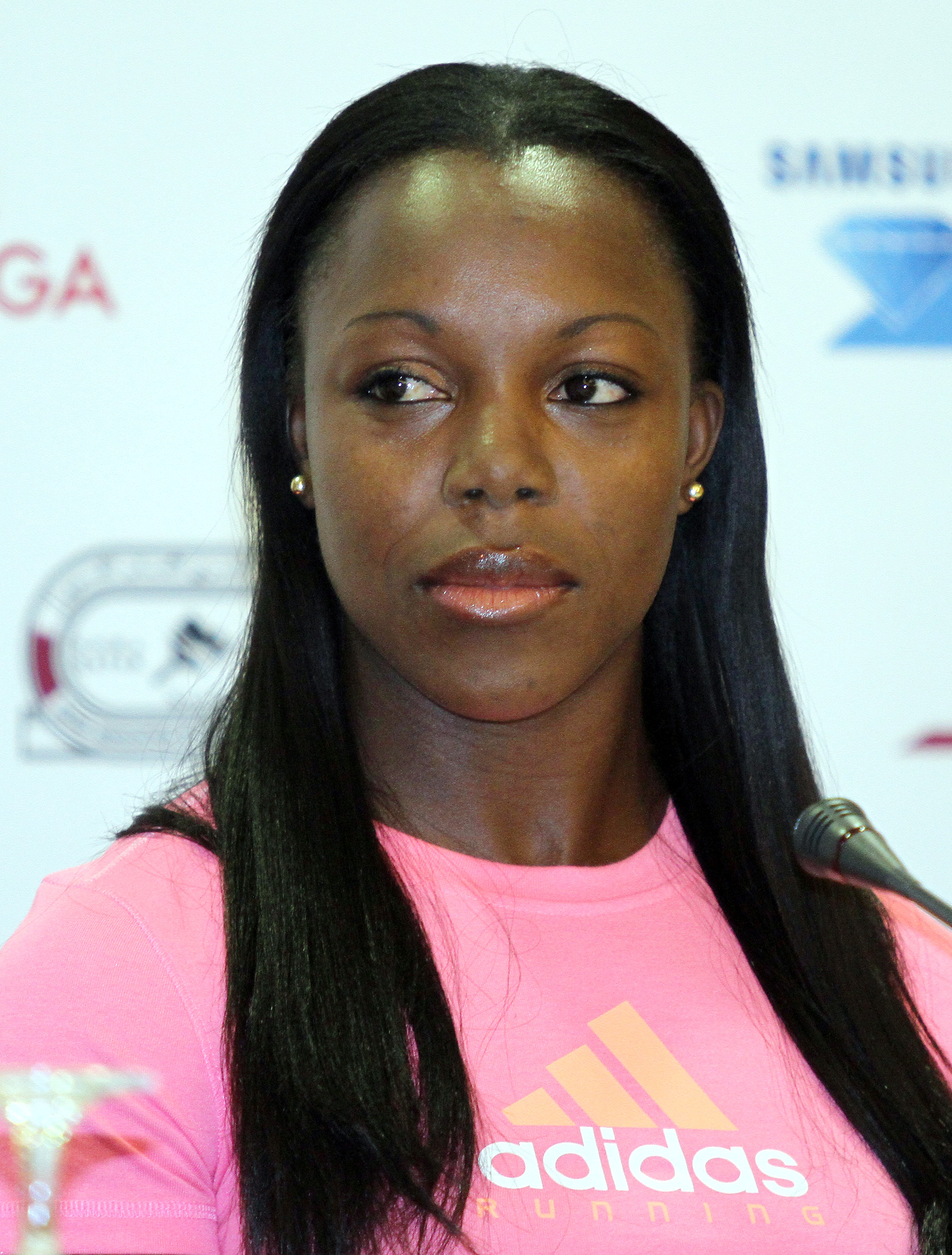
În 2012

## Realizări
| An   | Competiție                              | Locație                  | Loc | Eveniment | Note    |
| ---- | --------------------------------------- | ------------------------ | --- | --------- | ------- |
| 1998 | Campionatul Mondial de Juniori (sub 20) | Annecy, Franța           | 17  | 100 m     | 12,04   |
| 1999 | Campionatul Mondial de Juniori (sub 18) | Bydgoszcz, Polonia       | 1   | 100 m     | 11,49   |
| 1999 | Campionatul Mondial de Juniori (sub 18) | Bydgoszcz, Polonia       | 1   | 4 × 100 m | 44,30   |
| 2000 | Campionatul Mondial de Juniori (sub 20) | Santiago, Chile          | 1   | 100 m     | 11,12   |
| 2000 | Campionatul Mondial de Juniori (sub 20) | Santiago, Chile          | 1   | 200 m     | 22,87   |
| 2000 | Campionatul Mondial de Juniori (sub 20) | Santiago, Chile          | 2   | 4 × 100 m | 44,05   |
| 2000 | Jocurile Olimpice                       | Sydney, Australia        | 2   | 4 × 100 m | 42,13   |
| 2004 | Jocurile Olimpice                       | Atena, Grecia            | 3   | 100 m     | 10,97   |
| 2004 | Jocurile Olimpice                       | Atena, Grecia            | 1   | 200 m     | 22,05   |
| 2004 | Jocurile Olimpice                       | Atena, Grecia            | 1   | 4 × 100 m | 41,73   |
| 2005 | Campionatul Mondial                     | Helsinki, Finlanda       | 2   | 100 m     | 10,95   |
| 2005 | Campionatul Mondial                     | Helsinki, Finlanda       | 4   | 200 m     | 22,38   |
| 2005 | Campionatul Mondial                     | Helsinki, Finlanda       | 2   | 4 × 100 m | 41,99   |
| 2007 | Campionatul Mondial                     | Osaka, Japonia           | 1   | 100 m     | 11,01   |
| 2007 | Campionatul Mondial                     | Osaka, Japonia           | 2   | 200 m     | 22,34   |
| 2007 | Campionatul Mondial                     | Osaka, Japonia           | 2   | 4 × 100 m | 42,01   |
| 2008 | Jocurile Olimpice                       | Beijing, China           | 1   | 200 m     | 21,74   |
| 2008 | Jocurile Olimpice                       | Beijing, China           | –   | 4 × 100 m | NT      |
| 2009 | Campionatul Mondial                     | Berlin, Germania         | 4   | 100 m     | 10,95   |
| 2009 | Campionatul Mondial                     | Berlin, Germania         | 2   | 200 m     | 22,35   |
| 2010 | Campionatul Mondial în sală             | Doha, Qatar              | 1   | 60 m      | 7,00    |
| 2011 | Campionatul Mondial                     | Daegu, Coreea de Sud     | 2   | 100 m     | 10,97   |
| 2011 | Campionatul Mondial                     | Daegu, Coreea de Sud     | 1   | 200 m     | 22,22   |
| 2011 | Campionatul Mondial                     | Daegu, Coreea de Sud     | 2   | 4 x 100 m | 41,70   |
| 2012 | Campionatul Mondial în sală             | Istanbul, Turcia         | 1   | 60 m      | 7,01    |
| 2012 | Jocurile Olimpice                       | Londra, Anglia           | 3   | 100 m     | 10,81   |
| 2012 | Jocurile Olimpice                       | Londra, Anglia           | 4   | 200 m     | 22,38   |
| 2012 | Jocurile Olimpice                       | Londra, Anglia           | 2   | 4 × 100 m | 41,41   |
| 2014 | Campionatul Mondial în sală             | Sopot, Polonia           | 5   | 60 m      | 7,13    |
| 2015 | Ștafetele Mondiale                      | Nassau, Bahamas          | 1   | 4 × 100 m | 42,14   |
| 2015 | Ștafetele Mondiale                      | Nassau, Bahamas          | 2   | 4 × 200 m | 1:31,73 |
| 2015 | Campionatul Mondial                     | Beijing, China           | 4   | 100 m     | 10,91   |
| 2015 | Campionatul Mondial                     | Beijing, China           | 3   | 200 m     | 21,97   |
| 2015 | Campionatul Mondial                     | Beijing, China           | 1   | 4 × 100 m | 41,07   |
| 2016 | Jocurile Olimpice                       | Rio de Janeiro, Brazilia | 27  | 200 m     | 22,97   |
| 2016 | Jocurile Olimpice                       | Rio de Janeiro, Brazilia | 2   | 4 × 100 m | 41,36   |

## Recorduri personale
| Probă        | Performanță | Dată           | Locație |
| ------------ | ----------- | -------------- | ------- |
| 100 m        | 10,76 s     | 31 mai 2011    | Ostrava |
| 200 m        | 21,74 s     | 21 august 2008 | Beijing |
| 60 m în sală | 7,00 s      | 14 martie 2010 | Doha    |

## Legături externe
Materiale media legate de Veronica Campbell-Brown la Wikimedia Commons
- en Veronica Campbell-Brown la World Athletics
- en Veronica Campbell-Brown la Olympedia.org
- en  Veronica Campbell-Brown la athleticspodium.com